# Англо-русское соглашение (1895)
Англо-русское соглашение 1895 года или Англо-русское разграничение 1895 года («О разграничении сфер влияния в области Памиров») — международный договор, заключённый между правительствами Российской империи и Британии 27 февраля (11 марта) 1895 года, который окончательно решил все территориальные вопросы между двумя державами относительно разграничения на Памире и определил их сферы влияния в этой части Средней Азии.
В заключительном пункте этого соглашения указывалось, чтобы границей Эмирата Афганистан к западу от озера Зоркуль служила река Пяндж и чтобы, сообразно этому, афганский эмир очистил все земли, лежащие на правом берегу Пянджа, то есть восточные части Шугнана и северную часть Вахана, а бухарский эмир — земли, лежащие к югу от Амударьи, то есть южную часть Дарваза.
Оба правительства — русское и английское — обязались употребить своё влияние на обоих эмиров, чтобы очищение этих местностей действительно было приведено в исполнение.
Несмотря на отдельные противоречия между двумя великими державами по вопросам установления границы вдоль реки Пяндж, разграничение здесь всё же было осуществлено быстрее, чем в восточных районах Памира.